# Ribonukleasen H

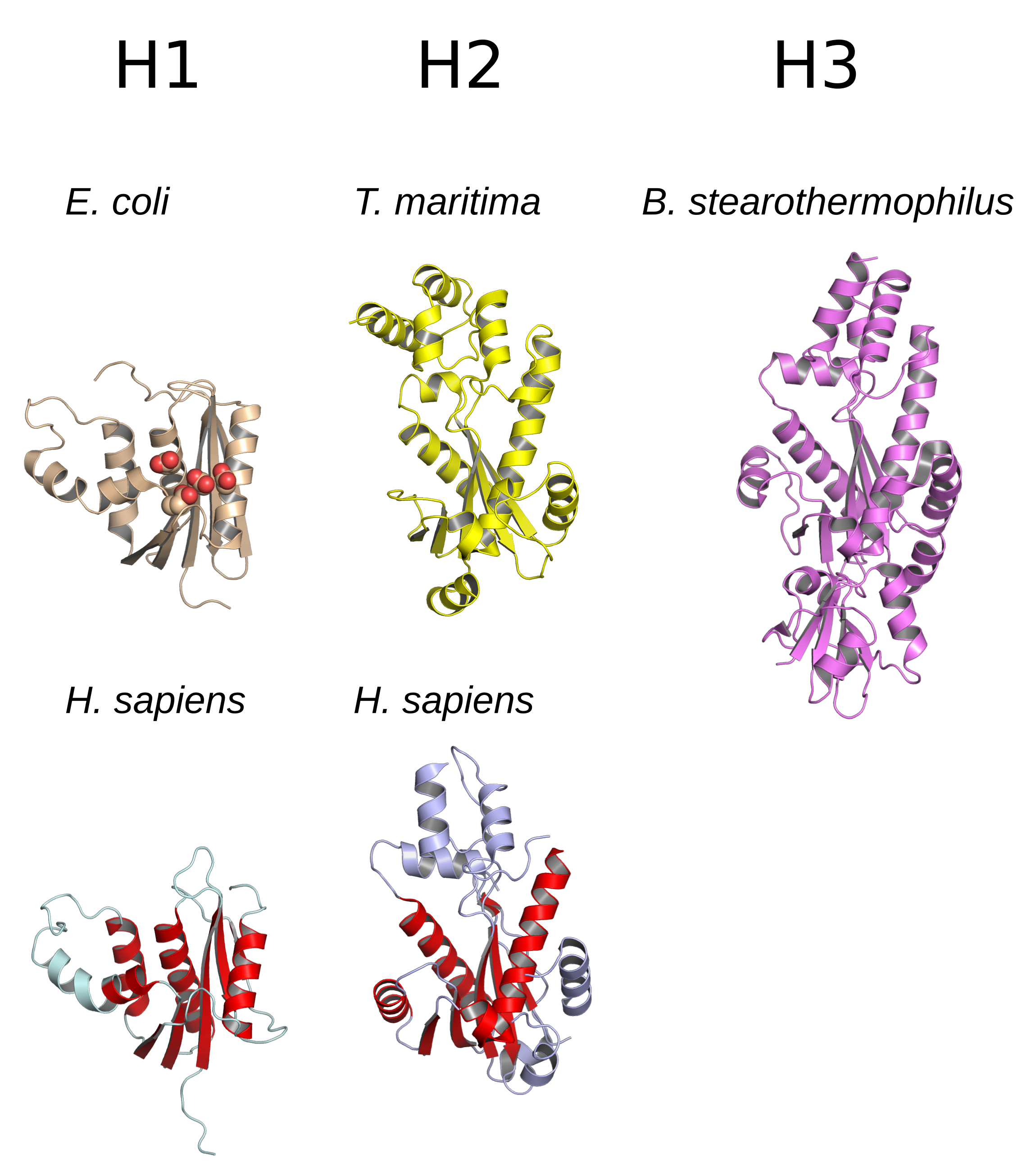
Strukturvergleich der RNasen H. Rote Kugeln sind die Aminosäuren des aktiven Zentrums

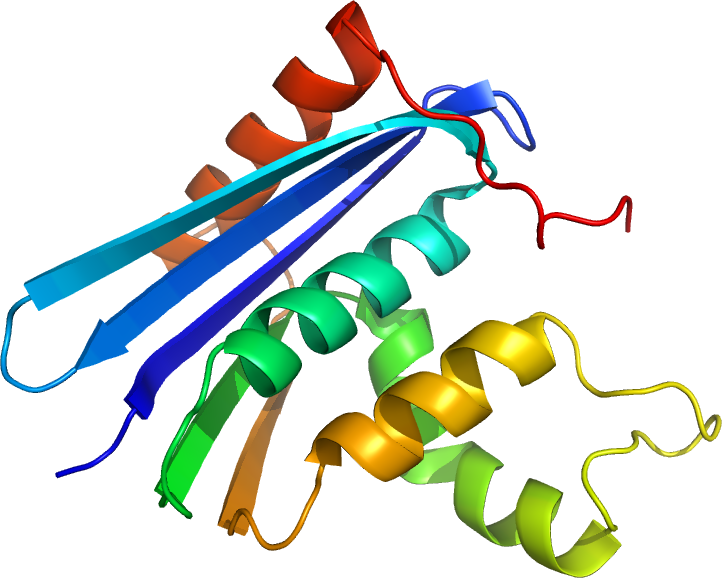
Ribonuklease HI von E. coli

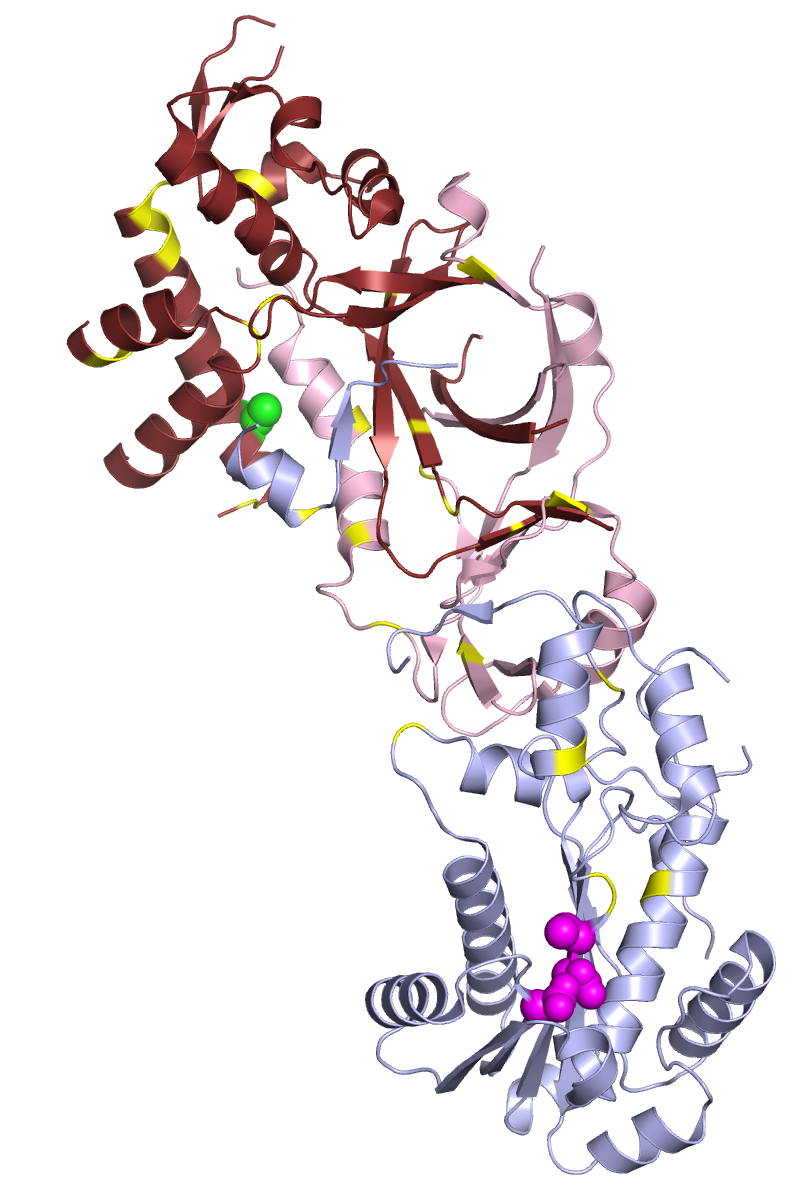
RNase H2 des Menschen mit Untereinheiten A (hellblau), B (dunkelrot) und C (rosa), violetten Kugeln als die Aminosäuren des aktiven Zentrums und Mutationsstellen (gelb)

Schema des aktiven Zentrums in HIV-1 RNase H bestehend aus DEDD motiv und Histdine als Base zur Aktivierung des Nukleophils.

Ribonuklease H (von Ribonuklease Hybrid, synonym RNase H) ist eine Gruppe von Enzymen (Ribonukleasen), die RNA in DNA-RNA-Hybriden abbauen.

## Eigenschaften
Sie werden in zwei Gruppen unterteilt, RNase HI (in Bakterien) bzw. RNase H1 (in Eukaryoten) und RNase HII (in Bakterien) bzw. RNase H2 (in Eukaryoten). Während die RNase HI von Escherichia coli (155 AS, 17.600 Da) und die RNase H1 von Menschen (286 AS, 32.200 Da, und ohne mitochondriale Signalsequenz 260 AS, 29.400 Da) jeweils Monomere sind, ist die RNase HII von E. coli (198 AS, 21.500 Da) monomer und die RNase H2 von Menschen heterotrimer (RNase H2A mit 299 AS und 33.400 Da; RNase H2B mit 308 AS und 34.800 Da; RNase H2C mit 164 AS und 17.800 Da). In wenigen Prokaryoten wird noch eine RNase HIII gebildet. Eine RNase H wird auch vom HIV als Proteindomäne der reversen Transkriptase codiert, die der RNase H1 von Menschen in der Proteinstruktur und im Reaktionsmechanismus ähnelt und notwendig für die Replikation ist.
Mutationen in der menschlichen RNase H2 können zum Aicardi-Goutières-Syndrom führen.

## Funktion
Ribonukleasen des Typs H kommen in fast allen Lebewesen vor und sind sequenzunspezifische Endonukleasen, welche die Phosphorsäureester-Bindung von RNA in Doppelsträngen von DNA und RNA hydrolysieren, wodurch eine 3'-Hydroxygruppe und eine 5'-Phosphatgruppe entsteht. Die RNase H1 ist an der Replikation der mitochondrialen DNA beteiligt. RNase H1 und H2 sind am Abbau des R-Loop beteiligt. In Prokaryoten und niederen Eukaryoten sind RNasen H nicht essentiell, in höheren Eukaryoten sind sie essentiell. RNase H1 und H2 haben zwar unterschiedliche Substratvorlieben, aber überlappende Funktionen im Mitochondrium.

### RNase H1
RNase H1 benötigt als Substrat mindestens vier Ribonukleotide und wird durch Desoxyribonukleotide im gleichen Strang gehemmt. Daher ist es unwahrscheinlich, dass RNase H1 am Abbau der RNA-Primer an den Okazaki-Fragmenten während der DNA-Replikation beteiligt ist. Ein Gen-Knockout der RNase HI in E. coli erzeugt einen temperaturempfindlichen Phänotyp, ist aber nicht letal. In Saccharomyces cerevisiae wird durch einen Gen-Knockout von RNase H1 die Reaktion auf Zellstress gestört und ist ebenfalls nicht letal. In vielen Eukaryoten, einschließlich Säugetiere, besitzt RNase H1 eine mitochondriale Signalsequenz, wodurch es in der Zelle außerhalb des Mitochondriums mit der Signalsequenz und innerhalb des Mitochondriums ohne Signalsequenz vorkommt. Ein Gen-Knockout der RNase H1 in Mäusen ist letal während der Embryogenese aufgrund von gestörter Replikation der mitochondrialen DNA, vermutlich aufgrund des gestörten Abbaus des R-loop.

### RNase H2
Die RNase H2 Untereinheit A ist homolog zur RNase HII, während die Untereinheiten B und C kein prokaryotisches Homolog haben und innerhalb der Eukaryoten vergleichsweise stark variieren. Die Untereinheit B vermittelt Protein-Protein-Interaktionen zwischen RNase H2 und PCNA, wodurch RNase H2 an den Ort der DNA-Replikation lokalisiert wird. Prokaryotische RNase HII besitzen im Vergleich zur RNase H2 eine niedrigere Reaktionsrate und werden durch Desoxyribonukleotide am 5'-Ende gehemmt. Die RNase 2 ist zudem an der DNA-Reparatur (nucleotide excision repair) beteiligt, in dem sie falsch eingebaute Ribonukleotide aus DNA entfernt. Im Zellkern von Säugetieren ist die RNase H2 die aktivere RNase H.

### RNase HIII
In wenigen Prokaryoten wird noch eine RNase III gebildet, die strukturell der RNase II ähnelt, aber im Reaktionsmechanismus der RNase I ähnelt. Während RNase III in Prokaryoten eher vereinzelt vorkommt, ist sie in Archaeen etwas häufiger zu finden und meistens anstelle von RNase HI.